# Poder judiciário

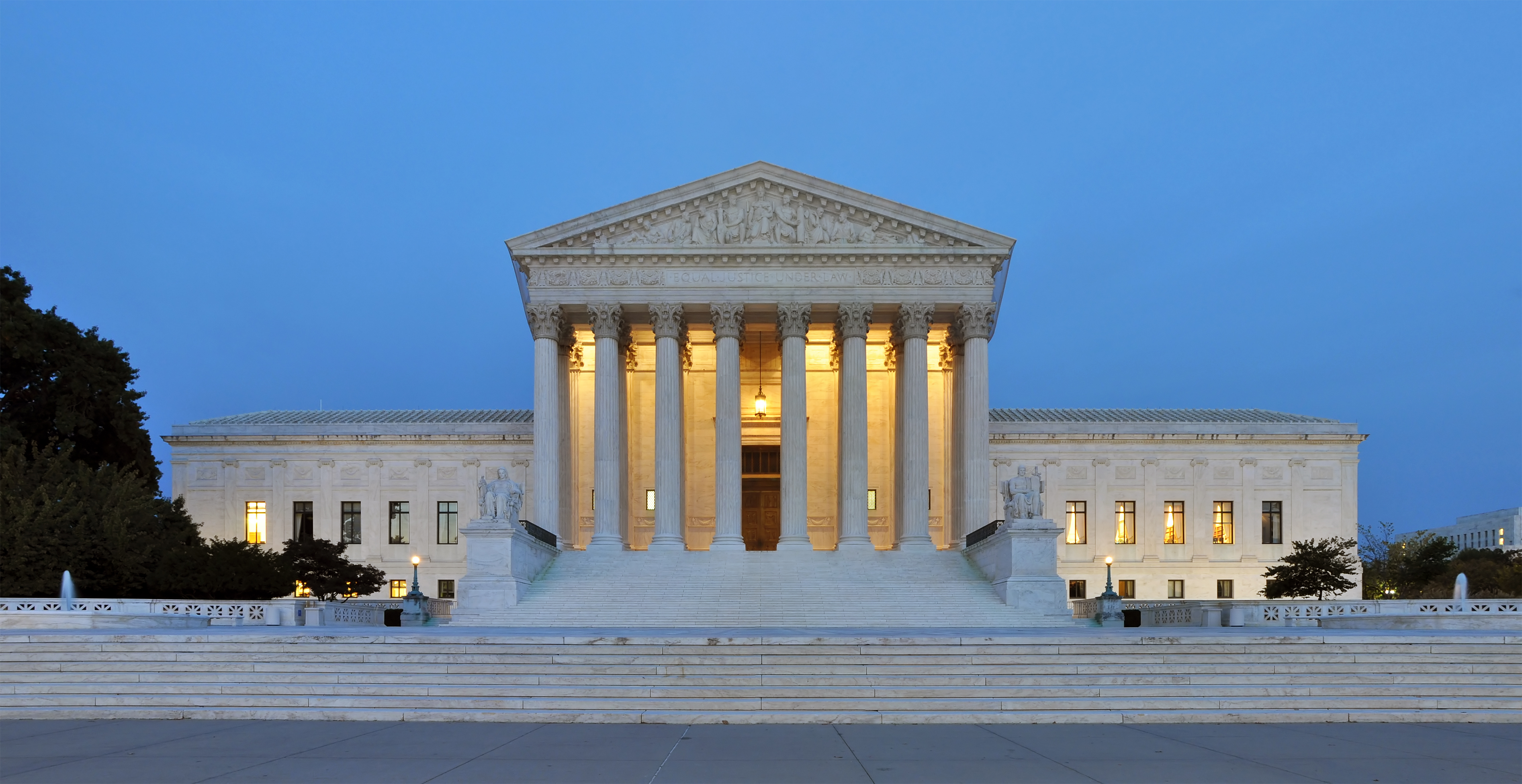
O Edifício da Suprema Corte abriga a Suprema Corte dos Estados Unidos, o mais alto tribunal do Poder Judiciário Federal dos Estados Unidos.

O Poder judiciário (também conhecido como sistema judiciário, judicatura, ramo judiciário e sistema de tribunais) é o sistema de tribunais que julga disputas legais e interpreta, defende e aplica a lei em casos jurídicos.

## Significado
O judiciário é o sistema de tribunais que interpreta, defende e aplica a lei em nome do Estado. O judiciário também pode ser entendido como o mecanismo para a resolução de disputas. Sob a doutrina da separação dos poderes, o judiciário geralmente não cria leis estatutárias (que são responsabilidade do legislativo) nem faz a execução das leis (que é responsabilidade do executivo), mas sim interpreta, defende e aplica a lei aos fatos de cada caso. Entretanto, em alguns países o judiciário cria o common law.
Em muitas jurisdições, o poder judiciário tem a capacidade de modificar leis por meio do processo de controle judicial. Tribunais com poder de controle judicial podem anular leis e regras do Estado quando as consideram incompatíveis com uma norma superior, como legislação primária, disposições constitucionais, tratados ou direito internacional. Os juízes constituem uma força fundamental para a interpretação e implementação da constituição, criando assim, em países de common law, o corpo do direito constitucional.

## História
Esta é uma visão geral mais ampla sobre o desenvolvimento do Poder Judiciário e dos sistemas judiciais ao longo da história.

### Judiciário romano

#### Direito romano arcaico (650–264 a.C.)
A parte mais importante era o Ius Civile (latim para "direito civil"). Este consistia no Mos maiorum (latim para "costume dos ancestrais") e nas Leges (latim para "leis"). O Mos maiorum era um conjunto de regras de conduta baseado em normas sociais criadas ao longo dos anos pelos antecessores. Em 451–449 a.C., o Mos maiorum foi registrado nas Doze Tábuas. As Leges eram regras estabelecidas pelos líderes — primeiro os reis e, posteriormente, pela assembleia popular durante a República. Nesses primeiros anos, o processo judicial consistia em duas fases. A primeira fase, In Iure, era o processo judicial. A parte interessada procurava o chefe do sistema judiciário (a princípio os sacerdotes, já que o direito era parte da religião), que analisava as regras aplicáveis ao caso. As partes podiam ser assistidas por juristas. Em seguida, começava a segunda fase, Apud Iudicem. O caso era apresentado aos juízes, que eram cidadãos romanos comuns em número ímpar. Não era necessária experiência prévia, pois as regras aplicáveis já haviam sido selecionadas. Os juízes apenas julgavam o caso.

#### Direito romano pré-clássico (264–27 a.C.)
A mudança mais importante nesse período foi a substituição do sacerdote pelo pretor como chefe do sistema judiciário. O pretor também emitia um edito no qual declarava novas leis ou princípios para o ano de seu mandato. Esse edito ficou conhecido como direito pretoriano.

#### Principado (27 a.C. – 284 d.C.)
O Principado é a primeira fase do Império Romano, que teve início com o reinado de Augusto. Esse período também é conhecido como a "era clássica do Direito Romano". Nessa época, o edito do pretor passou a ser conhecido como edictum perpetuum, que reunia todos os editos em um único edito compilado por Adriano. Surgiu também um novo processo judicial: cognitio extraordinaria (latim para "processo extraordinário"). Esse processo surgiu devido à vastidão do império. Consistia em apenas uma fase, na qual o caso era apresentado a um juiz profissional que atuava como representante do imperador. Era possível recorrer para o superior imediato.
Durante esse período, começaram a surgir os especialistas jurídicos. Eles estudavam o direito e atuavam como conselheiros do imperador. Também tinham autorização para fornecer pareceres jurídicos em nome do imperador.

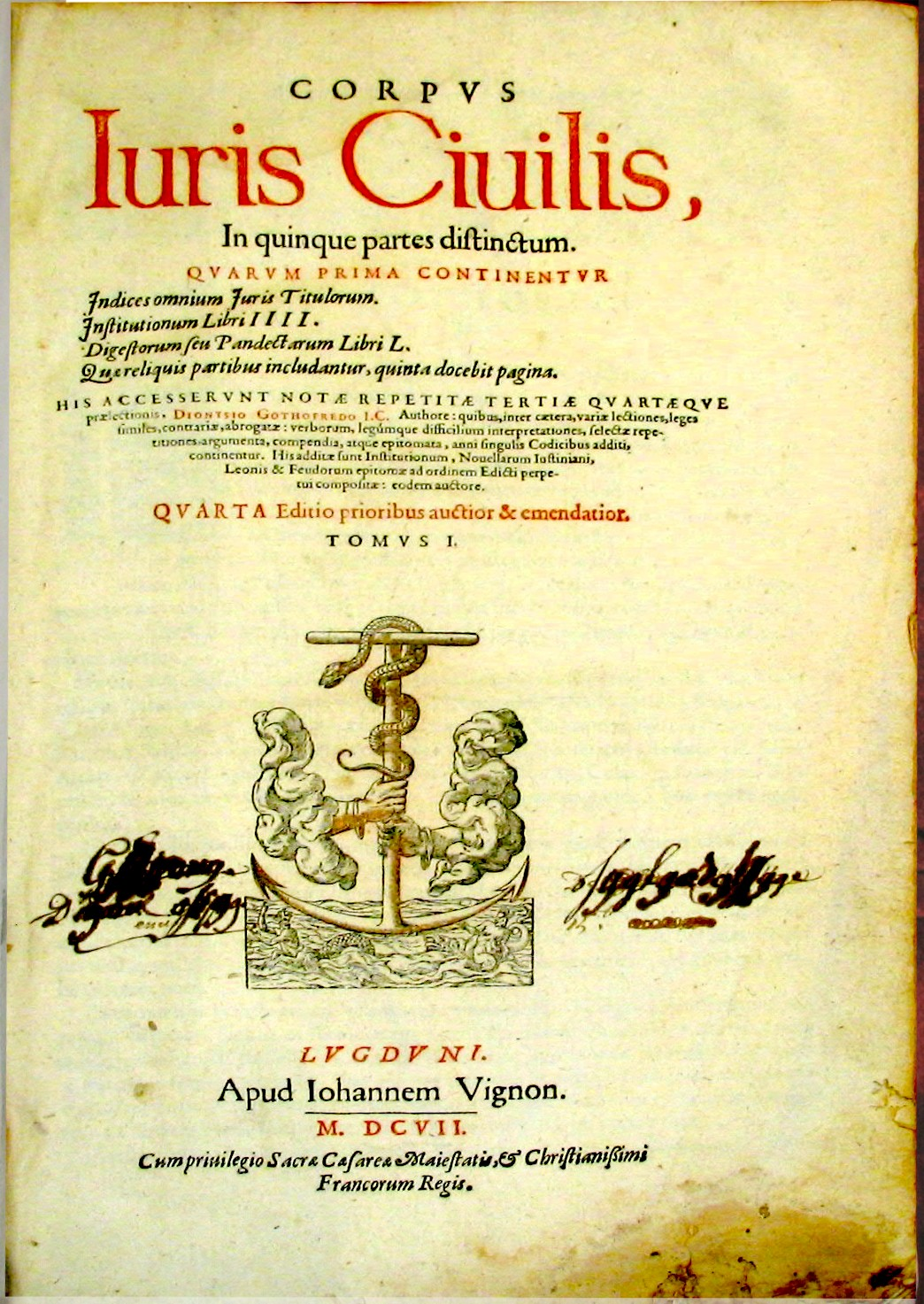
Corpus Iuris Civilis, 1607

#### Domínio (284–565 d.C.)
Essa fase também é conhecida como a "era pós-clássica do Direito Romano". O evento jurídico mais importante desse período foi a codificação feita por Justiniano: o Corpus Iuris Civilis. Essa obra reunia todo o Direito Romano. Era tanto uma compilação dos trabalhos dos especialistas jurídicos com comentários, quanto uma coletânea de novas leis. O Corpus Iuris Civilis era composto por quatro partes:
1. Institutiones: uma introdução e um resumo do Direito Romano.
2. Digesta/Pandectae: a coletânea dos editos.
3. Codex: reunião de todas as leis dos imperadores
4. Novellae: coletânea de todas as novas leis criadas.

### Idade Média
Durante a Baixa Idade Média, a educação começou a se expandir. Inicialmente, a educação era restrita aos mosteiros e abadias, mas a partir do século XI se estendeu às catedrais e escolas nas cidades, culminando na criação das universidades. As universidades contavam com cinco faculdades: artes, medicina, teologia, direito canônico e Ius Civile (direito civil). O direito canônico, ou direito eclesiástico, era composto por leis criadas pelo Papa, chefe da Igreja Católica Romana. A última forma de direito também era chamada de direito secular, ou direito romano. Este se baseava principalmente no Corpus Iuris Civilis, que havia sido redescoberto em 1070. O direito romano era utilizado principalmente para os assuntos "mundanos", enquanto o direito canônico era aplicado às questões relativas à Igreja.
O período iniciado no século XI com a redescoberta do Corpus Iuris Civilis é também conhecido como o período da Escolástica, que pode ser dividido em escolástica inicial e escolástica tardia. Ele se caracteriza pelo renovado interesse nos textos antigos.

#### Ius Civile

##### Escolástica inicial (1070–1263)
A redescoberta do Digesta, parte do Corpus Iuris Civilis, levou a Universidade de Bolonha a iniciar o ensino do direito romano. Professores da universidade foram convidados a pesquisar as leis romanas e a aconselhar o imperador e o papa sobre as antigas normas jurídicas. Isso levou os Glosadores a traduzirem, recriarem e produzirem literatura em torno do Corpus Iuris Civilis:
- Glossae: traduções das antigas leis romanas.
- Summae: resumos.
- Brocardica: frases curtas que facilitavam a memorização das antigas leis — uma espécie de recurso mnemônico.
- Quaestio Disputata (sic et non): método dialético de formular um argumento e refutá-lo.[15]

Accursius escreveu a Glossa Ordinaria em 1263, encerrando a fase da escolástica inicial.

##### Escolástica tardia (1263–1453)
Os sucessores dos Glosadores foram os Pós-Glosadores, ou Comentadores. Eles abordavam os temas de forma lógica e sistemática, escrevendo comentários junto aos textos, tratados e consilia — pareceres dados com base no antigo direito romano.

#### Direito Canônico

##### Escolástica inicial (1070–1234)

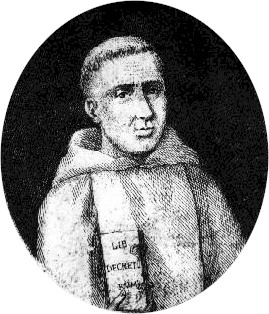
Graciano

O direito canônico possui algumas formas de normas: os canones, decisões tomadas pelos Concílios, e os decreta, decisões proferidas pelos Papas. O monge Graciano, um dos mais conhecidos decretistas, iniciou a organização de todo o direito da Igreja, que passou a ser conhecido como Decretum Gratiani, ou simplesmente Decretum. Este constitui a primeira parte da coleção de seis textos jurídicos que, em conjunto, ficaram conhecidos como Corpus Juris Canonici. Essa compilação foi utilizada pelos canonistas da Igreja Católica Romana até o Pentecostes (19 de maio) de 1918, quando um novo Código de Direito Canônico (Codex Iuris Canonici), promulgado pelo Papa Bento XV em 27 de maio de 1917, entrou em vigor.

##### Escolástica tardia (1234–1453)
Os Decretalistas, assim como os Pós-Glosadores no Ius Civile, passaram a redigir tratados, comentários e pareceres junto aos textos.

#### Ius Commune
Por volta do século XV, iniciou-se um processo de recepção e aculturação envolvendo ambos os ramos do direito. O produto final passou a ser conhecido como Ius Commune. Era uma combinação do direito canônico, que representava as normas e princípios comuns, com o direito romano, que fornecia as regras e os conceitos propriamente ditos. Isso resultou na criação de mais textos e livros jurídicos e em um processo jurídico mais sistemático. No novo processo jurídico, era possível apresentar recurso. O processo era parcialmente inquisitório — o juiz tinha um papel ativo na investigação de todas as provas — e parcialmente acusatório — cabia também às partes a responsabilidade de reunir as provas para convencer o juiz.
Após a Revolução Francesa, os legisladores proibiram a interpretação da lei pelos juízes, conferindo exclusivamente ao legislativo o poder de interpretar a lei; tal proibição foi posteriormente revogada pelo Código Napoleônico.

## Funções do Poder Judiciário em diferentes sistemas jurídicos

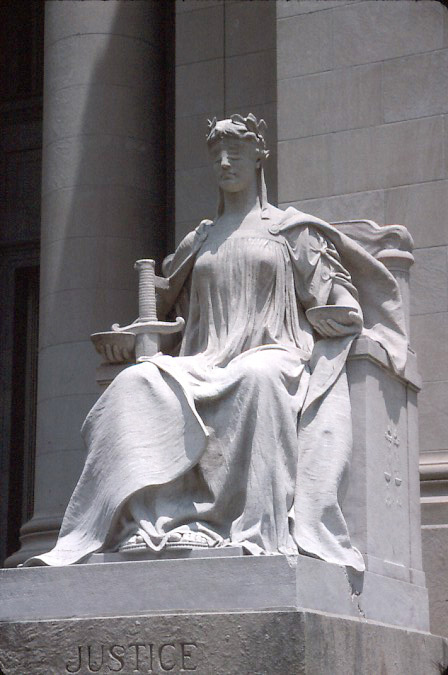
Justiça (latim: Justicia), símbolo do Poder Judiciário. Estátua no Tribunal do Condado de Shelby, Memphis, Tennessee

Nas jurisdições de common law, os tribunais interpretam a lei — isso inclui constituições, estatutos e regulamentos. Eles também criam normas jurídicas (mas de forma limitada, restrita aos fatos de casos específicos), com base em precedentes judiciais em áreas onde o legislador não produziu legislação específica. Por exemplo, o delito civil de negligência não deriva de lei estatutária na maioria das jurisdições de common law. O termo common law refere-se a esse tipo de direito. As decisões em common law estabelecem precedentes a serem seguidos por todos os tribunais. Isso é conhecido como stare decisis.

### Funções específicas por país
Nos Estados Unidos, a Suprema Corte é a autoridade final na interpretação da Constituição federal, bem como de todos os estatutos e regulamentos criados em conformidade com ela, além de julgar a constitucionalidade das diversas leis estaduais. No sistema judiciário federal dos EUA, os casos federais são julgados em tribunais de primeira instância, conhecidos como os Tribunais Distritais dos EUA, seguidos pelos tribunais de apelação e, por fim, pela Suprema Corte. Os tribunais estaduais, que julgam 98% dos litígios, podem ter nomes e organizações diferentes; tribunais de primeira instância podem ser chamados de "courts of common plea", tribunais de apelação podem ser chamados de "superior courts" ou "commonwealth courts". O sistema judiciário, seja estadual ou federal, começa em um tribunal de primeira instância, segue para um tribunal de apelação e termina na instância máxima.
No Brasil, a Constituição Federal, em seu 2º artigo, afirma que são poderes da União, independentes e harmônicos entre si, o Legislativo, o Executivo e o Judiciário. No ranking mundial de eficiência da justiça de 2022, o Brasil ficou na 81ª posição dentre os 140 países avaliados.
Na França, a autoridade final na interpretação da lei é o Conselho de Estado para casos administrativos, e a Corte de Cassação para casos civis e criminais.
Na República Popular da China, a autoridade final na interpretação da lei é o Congresso Nacional do Povo.
Outros países, como a Argentina, possuem sistemas mistos que incluem tribunais de primeira instância, tribunais de apelação, um tribunal de cassação (para direito penal) e uma Suprema Corte. Nesse sistema, a Suprema Corte é sempre a autoridade final, mas os processos criminais possuem quatro fases — uma a mais que os processos civis. A Suprema Corte é composta por um total de nove juízes. Esse número já foi alterado diversas vezes.